# Малатија арена
Нови стадион Малатија или Јени Малатија стадион је стадион у Малатији, Турска. За јавност је отворен 2017. године са капацитетом 25.574 гледалаца. То је нови стадион Јени Малатијаспора клуба који игра у Суперлиги Турске. Заменио је претходни стадион клуба, стадион Малатија Инону.